# Séverine Lepape
Pour les articles homonymes, voir Lepape.
Séverine Lepape, née le 6 décembre 1979 est une conservatrice des bibliothèques, puis de musée et historienne de l'art française.

## Biographie

### Études
Séverine Lepape possède un double cursus en histoire et histoire médiévale. Elle consacre sa thèse de l’École nationale des chartes à « l’étude iconographique de l’arbre de Jessé en France du Nord et en Angleterre, du XIIIe au XVIIe siècle ». Elle poursuit sa recherche à l’École des hautes études en sciences sociales sous la direction de Jean-Claude Schmitt. En 2007, elle soutient une thèse intitulée Représenter la parenté du Christ et de la Vierge : l'iconographie de l'arbre de Jessé en France du Nord et en Angleterre, du XIIIe siècle au XVIe siècle. Elle approfondit ce thème par un post-doctorat à l’Université Laval de Québec, en 2009, avec Didier Méhu.

### Parcours professionnel
En 2005, elle est nommée conservatrice à la Bibliothèque nationale de France. Elle y est chargée de la collection des estampes des XVe et XVIe siècles. De 2010 à 2014, elle est chef du service de l’estampe ancienne et de la réserve du département des estampes et de la photographie. En octobre 2014, elle rejoint le musée du Louvre en tant que conservatrice chargée de la collection Edmond de Rothschild au département des arts graphiques.
En parallèle, elle est chargée de cours à l’École des chartes, à l’École du Louvre et à l’Institut national du patrimoine.
Spécialiste d’iconographie médiévale et des arts graphiques nordiques et français des XVe et XVIe siècles, elle poursuit ses recherches au sein du Groupe d’anthropologie de l’Occident médiéval (GAHOM) de l’EHESS, et également au sein du Groupe de recherche sur les pouvoirs et les sociétés dans l’Occident médiéval et moderne (GREPSOMM) de l’université de Laval (Québec). Elle s’intéresse plus particulièrement aux questions de dévotions mariales mais également au rôle que celles-ci ont joué dans la société de la fin du Moyen Âge.
Autrice d'ouvrages et d'articles, elle est aussi commissaire de plusieurs expositions. Avec Michel Huynh et Caroline Vrand, elle est associée au commissariat de l'exposition Mystérieux coffrets qui se tient au musée de Cluny du 18 septembre 2019 au 6 janvier 2020.
Le 6 septembre 2019, Séverine Lepape est nommée directrice du musée national du Moyen Âge - Thermes et hôtel de Cluny, où elle succède à Élisabeth Taburet-Delahaye.

## Décoration
- Chevalière de l'ordre des Arts et des Lettres (2021)[6]

### Ouvrages
- Les origines de l'estampe en Europe du Nord (1400-1470), Paris, Éditions du Louvre/Éditions Le Passage, 2013 (avec Kathryn M. Rudy).
- Gravures de la rue Montorgueil, Paris, Bibliothèque nationale de France, 2015.
- Les Heures de Charles d'Angoulême, Barcelone, M. Moleiro éditions, 2016 (avec Maxence Hermant).

### Direction d'ouvrages
- L’Immaculée Conception de la Vierge : histoire et représentations figurées du Moyen Âge à la Contre Réforme, Actes du colloque, Paris, 1er et 2 octobre 2009, Institut national d’Histoire de l’Art, dir. Eléonore Fournié et Séverine Lepape-Berlier, numéro spécial de L’Atelier du Centre de recherches historiques, 10, 2012[7].
- L’estampe au Grand Siècle : Études offertes à Maxime Préaud, dir. Peter Fuhring, Barbara Brejon de Lavergnée, Marianne Grivel, Séverine Lepape et Véronique Meyer, Paris, École nationale des chartes, 2010, 612 pages. (coll. « Matériaux pour l’histoire » publiés par l’École nationale des chartes, 9).

### Chapitres d'ouvrages
- « Un exemple de constitution de corpus et de traitement par les analyses factorielles : l’arbre de Jessé », dans Mélanges pour Jean-Claude Schmitt, dir. Jérôme Baschet, Jacques Berlioz et Pierre-Olivier Dittmar, Turnhout, Brepols, 2013.
- « Jean Cousin graveur, Jean Cousin gravé », dans Jean Cousin père et fils : une famille de peintres au XVIe siècle, dir. Cécile Scailliérez, Paris, Somogy, 2013.
- « Un bois du style d’Ypres », dans Album Amicorum : œuvres choisies pour Arnauld Brejon de Lavergnée, dir. Valérie Lavergne-Durey et Christian Volle, Paris, Éditions Librairie des Musées, 2012.
- « Estampes, comment identifier les techniques », dans Apprendre et gérer des collections patrimoniales en bibliothèque, dir. Dominique Coq, Villeurbanne, Presses de l’ENSSIB, 2012.
- « L’Arbre de Jessé normand et la question de l’Immaculée Conception », dans Marie et la « Fête aux normands ». Dévotion, images et poésie, dir. Françoise Thélamon, Rouen, Publications des Universités de Rouen et du Havre, 2011.

### Catalogues d’exposition
- Gravure en clair-obscur : Cranach, Raphaël, Rubens, Paris, Musée du Louvre, 17 octobre 2018-14 janvier 2019, Paris, Louvre éditions, 2018.
- Lise Follier-Morales : Jaune citron-noir gravure, Paris, Galerie L'Echiquier, 3 juin-3 juillet 2016, Paris, L’Echiquier, 2016 (avec Murielle Antonello-Terzago, Céline Chicha-Castex).
- En passant par la Bourgogne : dessins d'Étienne Martellange, un architecte itinérant au temps de Henri IV et de Louis XIII, Dijon, Musée Magnin, 16 octobre 2013-19 janvier 2014], Montreuil, Gourcuff Gradenigo, 2013 (avec Claude Mignot, Adriana Sénard).
- Jeux dans l’art. De Babylone à l’Occident médiéval, Paris, Musée de Cluny, 28 novembre 2012-4 mars 2013, Paris, RMN Éditions, 2012.
- (en) Kings, Queens and Courtiers. Art in Early Renaissance France, exposition, Art Institute of Chicago, 27 février-30 mai 2011, Chicago-New Haven, Art Institute of Chicago/Yale University Press, 2011 (avec Elisabeth Taburet-Delahaye).
- France 1500. Entre Moyen Âge et Renaissance, exposition, Paris, Galeries nationales, Grand Palais, 6 octobre 2010 - 10 janvier 2011, Paris, RMN, 2010.
- La Médecine ancienne, du corps aux étoiles, Fondation Martin Bodmer, Cologny, du 30 octobre 2010 au 30 janvier 2011, Fondation Martin Bodmer/Presses universitaires de France, 2010 (sous la direction de Gérald d’Andiran).